# Борозды Дивалии
Борозды Дива́лии (лат. Divalia Fossae) — серия параллельных экваториальных борозд вокруг кратера Реясильвия на астероиде Веста. Названы в честь древнеримского праздника Дивалии, приходившегося на 21 декабря.

## Строение

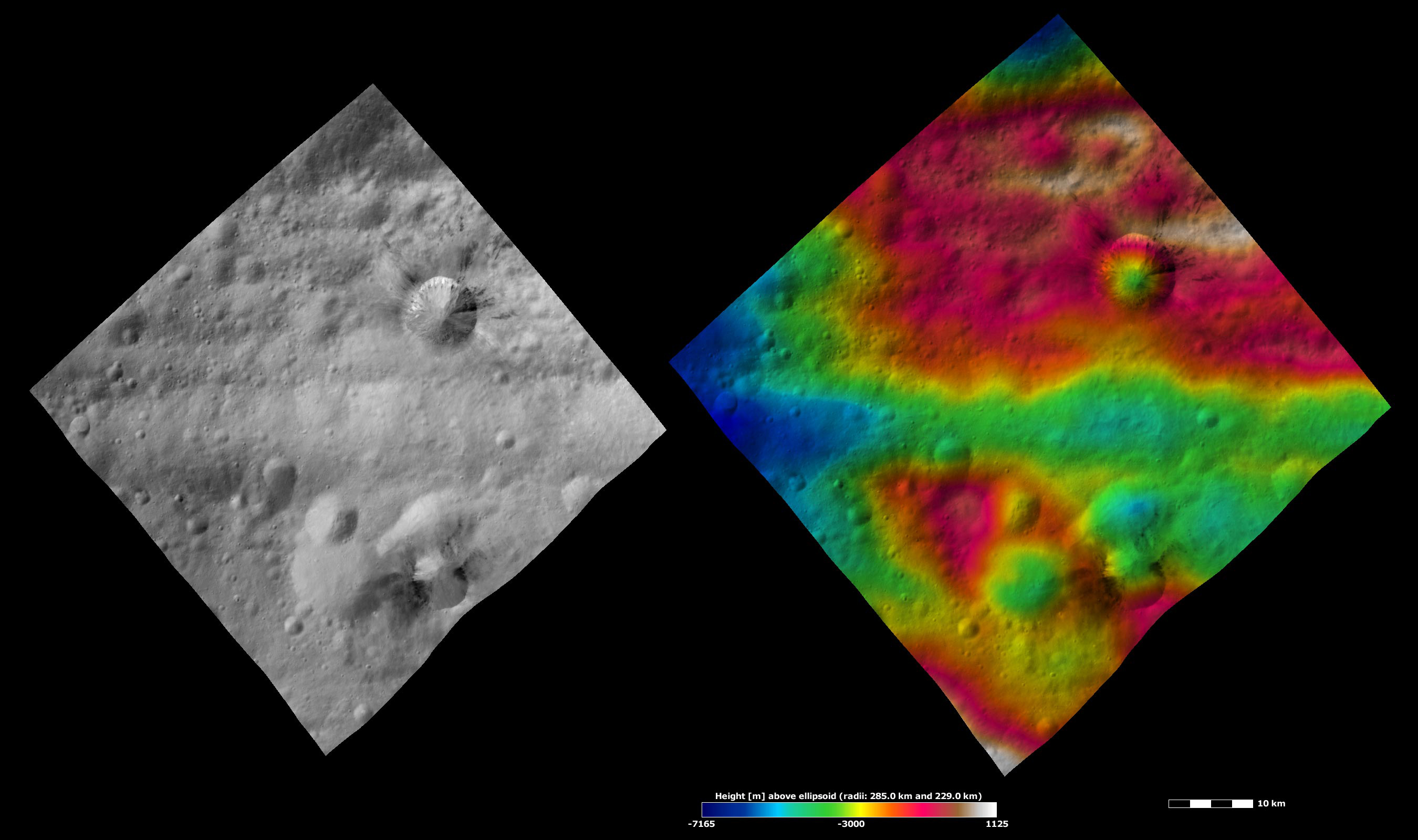
Топографическая карта высот района Дивалии

Крупнейшая из этих борозд имеет ширину около 10 км (наибольшая ширина — около 22 км), глубину около 5 км и длину не менее 465 км, опоясывая бо́льшую часть экватора Весты и являясь одной из крупнейших долин Солнечной системы. Считается, что борозды Дивалии возникли в результате сжатия от удара, породившего кратер Реясильвию.